# PGC 45917
NGC 5011C ist eine  Zwerggalaxie vom Hubble-Typ dS0 im Sternbild Zentaur, die etwa 137 Millionen Lichtjahre von der Milchstraße entfernt. Sie bildet zusammen mit den Nicht-NGC-Objekten PGC 45847 (auch NGC 5011 A genannt) sowie PGC 45918 (NGC 5011 B) eine optische Galaxiengruppe.